# Avro 701 Athena
L'Avro 701 Athena fu un aereo da addestramento monomotore monoplano ad ala bassa sviluppato dall'azienda aeronautica britannica A.V. Roe and Company (Avro) nei tardi anni quaranta.
Destinato a sostituire il North American Harvard, designazione britannica del T-6 Texan, nei reparti da addestramento della Royal Air Force, ad una valutazione comparativa gli venne preferito il Boulton Paul Balliol venendo tuttavia realizzato in piccola serie.

## Storia del progetto
Nel 1945 l'Air Ministry, il ministero che nel Regno Unito era deputato all'intera gestione dell'aviazione nazionale, espresse l'esigenza di trovare un sostituto al North American Harvard allora in organico alla RAF emettendo una specifica, indicata come T.7/45, per la fornitura di un nuovo modello triposto da addestramento avanzato equipaggiato con un motore di nuova concezione, il turboelica. Al bando di concorso decisero di partecipare la Avro e la Boulton Paul Aircraft.
La Avro affidò il compito al proprio ufficio tecnico, nello specifico all'ingegner S. D. Davies il quale disegnò un velivolo, a parte il propulsore, di impostazione convenzionale, un monoplano ad ala bassa di costruzione interamente metallica dotato di carrello d'atterraggio retrattile. I lavori di costruzione della prima fusoliera e dell'ala da inviare a Farnborough per le prove statiche vennero avviati nel marzo 1947, tuttavia l'Air Ministry decise, nel corso dell'anno, di modificare le specifiche della richiesta originale emettendone una nuova, indicata come T.14/47, caratterizzata dall'utilizzo di una diversa motorizzazione, il Rolls-Royce Merlin 35, un convenzionale motore 12 cilindri a V raffreddato a liquido, al fine di utilizzare le numerose giacenze ancora immagazzinate.
Nonostante il cambiamento delle specifiche, le prime tre cellule continuarono ad essere sviluppate a Manchester per dotarle del turboelica in quanto già in fase di realizzazione; il maggiore peso del Merlin implicava infatti una riprogettazione generale del modello. Dei tre prototipi, indicati dall'azienda come Athena T.1, due vennero equipaggiati con un'Armstrong Siddeley Mamba da 1 010 hp (750 kW) (codici VM125 e VM132) mentre un terzo, indicato come Athena T.1A (codice VM129), utilizzò un Rolls-Royce Dart da 1 400 hp (1 040 kW). Le due varianti erano riconoscibili per lo sfogo dello scarico della turbina, nei primi due di lato e nel terzo sotto alla fusoliera. Il primo ad essere portato in volo fu il VM125, il 12 giugno 1948, dall'aeroporto di Woodford e con il pilota collaudatore J. H. Orrell ai comandi, seguito dal VM129 il 17 settembre 1949 e dal VM132 il 12 dicembre 1949.
Nel frattempo si avviò lo sviluppo della variante con motore a pistoni, quattro prototipi che assunsero la designazione Athena T.2 ed i numeri di serie da VW890 a VW893, il primo dei quali (VW890) volò il 1º agosto 1948.
Valutato con il concorrente Boulton Paul Balliol al termine di un lungo periodo di prove comparative risultò meno gradito di quest'ultimo, tuttavia venne comunque sottoscritto con la Avro un contratto di fornitura per 15 esemplari di serie.

## Impiego operativo
I 15 Athena T.Mk.2 iniziarono ad essere consegnati alla Royal Air Force dal 1950, destinati alla formazione all'armamento del RAF Flying College, presso la RAF Manby.
Un singolo velivolo venne inoltre riconsegnato in prestito alla Avro, intenzionata a compiere un tour dimostrativo in India, la quale lo reimmatricolò con marche civili G-ALWA, tuttavia non ottenne alcuna nuova commissione e l'esemplare venne riconsegnato alla RAF.

## Varianti
Athena T.1
prototipo, equipaggiato con un motore turboelica Armstrong Siddeley Mamba da 1 010 hp (750 kW) e realizzato in due esemplari.
Athena T.1A
prototipo, equipaggiato con un motore turboelica Rolls-Royce Dart da 1 400 hp (1 040 kW) e realizzato in un solo esemplare.
Athena T.2
versione avviata alla produzione in risposta alla specifica T.14/47, equipaggiata con un motore V12 Rolls-Royce Merlin 35 da 1 280 hp (950 kW), realizzata in 4 prototipi più 15 esemplari di serie.

## Utilizzatori
Regno Unito
- Royal Air Force
  - Aircraft Instrument Experimental Unit, Martlesham Heath (un T2 nel 1951)
  - Central Flying School, Little Rissington (due T2 nel periodo 1949-1950)
  - Empire Test Pilot's School, Farnborough (un T2)
  - Royal Aircraft Establishment (due esemplari)
  - RAF College, RAF Manby (10 esemplari nel periodo 1950-1955)